# Pablo Sarasate

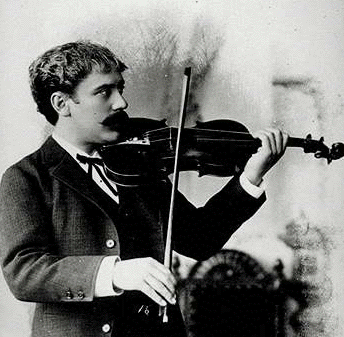
Pablo de Sarasate

Pablo de Sarasate, fullständigt namn Martín Melitón Pablo de Sarasate y Navascues, född 10 mars 1844 i Pamplona, död 20 september 1908 i Biarritz, var en spansk violinvirtuos och tonsättare. 

## Biografi
Sarasate blev berömd för sin oöverträffade och säkra teknik, vacker tonbildning och ren intonation. Han fick sig tillägnade flera virtuosa stycken, bland annat Max Bruchs andra violinkonsert och Skotska fantasi, Édouard Lalos första violinkonsert samt Camille Saint-Saëns första och tredje violinkonserter och Introduction et Rondo capriccioso.
Sarasate invaldes som utländsk ledamot nr 177 av Kungliga Musikaliska Akademien den 29 maj 1879.

## Verkförteckning[3]
| Opus | Verk                            | Instrumentation     |
| ---- | ------------------------------- | ------------------- |
| —    | Fantasia capriccio              | Violin och piano    |
| —    | Los pájaros de Chile            | Violin och piano    |
| —    | Souvenir de Faust               | Violin och piano    |
| 1    | Fantasi över Ödets makt         | Violin och piano    |
| 2    | Homenaje a Rossini              | Violin och piano    |
| 3    | La dame blanche de Boïeldieu    | Violin och orkester |
| 4    | Réverie                         | Violin och piano    |
| 5    | Fantasi över Romeo och Julia    | Violin och piano    |
| 6    | Caprice över Mireille           | Violin och piano    |
| 7    | Confidences                     | Violin och piano    |
| 8    | Souvenir de Domont              | Violin och piano    |
| 9    | Les Adieux                      | Violin och piano    |
| 10   | Sérénade Ochalouse              | Violin och piano    |
| 11   | Le sommeil                      | Violin och piano    |
| 12   | Moscovienne                     | Violin och piano    |
| 13   | Ny fantasi över Faust           | Violin och orkester |
| 14   | Fantasi över Friskytten         | Violin och orkester |
| 15   | Mosaíque de Zampa               | Violin och piano    |
| 16   | Gavota över Mignon              | Violin och piano    |
| 17   | Prière et Berceuse              | Violin och piano    |
| 18   | Airs espagnols                  | Violin och piano    |
| 19   | Fantasi över operan Martha      | Violin och piano    |
| 20   | Zigeunerweisen                  | Violin och orkester |
| 21   | Malagueña y Habanera            | Violin och piano    |
| 22   | Romanza ochaluza y jota navarra | Violin och piano    |
| 23   | Playera y zapateado             | Violin och piano    |
| 24   | Capricho vasco                  | Violin och piano    |
| 25   | Fantasi över Carmen             | Violin och orkester |
| 26   | Vito y habanera                 | Violin och piano    |
| 27   | Jota aragonesa                  | Violin och piano    |
| 28   | Serenata ochaluza               | Violin och piano    |
| 29   | El canto del ruiseñor           | Violin och orkester |
| 30   | Bolero                          | Violin och piano    |
| 31   | Balada                          | Violin och piano    |
| 32   | Muñeira                         | Violin och orkester |
| 33   | Navarra                         | Violin och orkester |
| 34   | Airs Écossais                   | Violin och orkester |
| 35   | Fantasía en sapo Reina          | Violin och piano    |
| 36   | Jota de San Fermín              | Violin och piano    |
| 37   | Zortzico Adiós montañas mías    | Violin och piano    |
| 38   | Viva Sevilla!                   | Violin och orkester |
| 39   | Zortzico de Iparraguirre        | Violin och piano    |
| 40   | Introduction et fochango varié  | Violin och piano    |
| 41   | Introduction et caprice-jota    | Violin och orkester |
| 42   | Zortzico Miramar                | Violin och orkester |
| 43   | Introduction et tarantelle      | Violin och orkester |
| 44   | La chase                        | Violin och orkester |
| 45   | Nocturno — Serenata             | Violin och orkester |
| 46   | Gondoliéra Veneziana            | Violin och piano    |
| 47   | Melodía rumana                  | Violin och piano    |
| 48   | L'Esprit Follet                 | Violin och orkester |
| 49   | Canciones rusas                 | Violin och orkester |
| 50   | Jota de Pamplona                | Violin och orkester |
| 51   | Fantasi över Don Giovanni       | Violin och piano    |
| 52   | Jota de Pablo                   | Violin och orkester |
| 53   | La Rève                         | Violin och piano    |
| 54   | Fantasi över Trollflöjten       | Violin och orkester |